# Anna Punsí i Lladó
Anna Punsí i Lladó (Vilafant, 1978) és una periodista catalana especialitzada en informació policial i crònica de successos.
Va començar a fer ràdio a Ràdio Vilafant. Professionalment va iniciar la trajectòria professional a Ràdio Girona fent de corresponsal a l'Alt Empordà. Des del 2005 s'especialitzà en la crònica de successos i tribunals. Després passà a treballar a la SER Catalunya des de Barcelona, on és l'encarregada dels assumptes relacionats amb els temes policials i judicials de la capital catalana. Ha col·laborat amb El Periódico i l'Ara, el Setmanari de l'Alt Empordà i Ràdio Vilafant. El 2021 va deixar la SER per incorporar-se a la productora de Carles Porta que produeix la sèrie Crims.
El 2014 va rebre el Premi a la Seguretat Viària del Servei Català de Trànsit. El 2016 va rebre la Medalla al Mèrit Policial de l'Ajuntament de Barcelona com a coordinadora de la secció de Societat de la Cadena Ser Catalunya "per la seva professionalitat, el seu rigor i la seva imparcialitat" en les informacions. El 2019 va rebre la medalla de bronze amb distintiu blau dels Mossos d'Esquadra juntament amb Mayka Navarro. El 2020 va ser reconeguda amb el Premi al millor professional per Ràdio Associació de Catalunya amb els també periodistes de tribunals Benet Íñigo i Maria Núria Revetlle.